# برايان فيكرز
برايان فيكرز (بالإنجليزية: Brian Vickers)‏ هو سائق سيارة سباق أمريكي، ولد في 24 أكتوبر 1983 في توماسفيل في الولايات المتحدة.

## وصلات خارجية
- الموقع الرسمي
- برايان فيكرز على موقع Racing-Reference.info (الإنجليزية)
- برايان فيكرز على موقع DriverDB.com (الإنجليزية)